# Pseudoweinmannia
Pseudoweinmannia é um género botânico pertencente à família Cunoniaceae.
1. ↑  «Pseudoweinmannia — World Flora Online». www.worldfloraonline.org. Consultado em 19 de agosto de 2020